# Jonathan Davis (Rockmusiker)
Jonathan Howsmon Davis (* 18. Januar 1971 in Bakersfield, Kalifornien) ist ein US-amerikanischer Musiker und Sänger der Nu-Metal-Band Korn. Als musikalisches Nebenprojekt ist er zusätzlich für die Band Jonathan Davis and the SFA aktiv.

## Lebenslauf
Jonathan Davis wuchs in Bakersfield bei seinem Vater und seiner Stiefmutter auf. Seine Kindheit war von Härte und schlimmen Erfahrungen geprägt, einschließlich sexuellem Missbrauch in der Kindheit, Mobbing in der Schule und einer Stiefmutter, die ihn verachtete und beleidigte. Diese Erfahrungen verarbeitete er später in vielen Korn-Songs.
Sein Interesse für Musik wurde geweckt, als er in jungen Jahren ein Schlagzeug geschenkt bekam. Seine erste musikalische Inspiration erhielt er im Musical Jesus Christ Superstar.
Davis, der der Gruppe letztlich den Namen „Korn“ gab, kam als Letzter zur Band. Die beiden Gitarristen James „Munky“ Shaffer und Brian „Head“ Welch entdeckten ihn in einer Bar, als er dort mit seiner damaligen Band Sex Art spielte. Ursprünglich wollten die beiden nur kurz in der Bar bleiben, entschieden sich jedoch, das Konzert zu Ende zu hören, da sie von ihm begeistert waren. Unmittelbar nach dem Auftritt boten sie Davis an, ihrer Band beizutreten. Nach dem Besuch bei einem Hellseher stimmte er zu, was als Gründung der Band Korn betrachtet wird.
Die Band erreichte mit ihren ersten Veröffentlichungen wie den Singles Blind und A.D.I.D.A.S. große Popularität. Seitdem gehört Korn zu den Größen der Rockszene, auch wenn die Popularität ihren Höhepunkt mit dem dritten Album Follow the Leader aus dem Jahr 1998 überschritten hat. Seit der Gründung wurden zehn Alben, 27 Singles und eine Best-of-Zusammenstellung veröffentlicht. Jedes der Alben erreichte Platinstatus.
Davis ist Leadsänger der Band, spielt aber auch Dudelsack und auf dem vierten Studioalbum Issues Schlagzeug. Bereits mit zwölf Jahren beherrschte er neun Instrumente, darunter Klarinette, Geige und Klavier. Seine Songs schreibt er meist mit der Gitarre, aber auch anderen Instrumenten, z. B. Glasharmonika.

### Privatleben
Als Kind litt Davis an schwerem Asthma und war häufig im Krankenhaus. Ein schwerer Anfall hätte ihn beinahe das Leben gekostet, jedoch gibt er an, es sei mittlerweile wesentlich besser. Er könne „ausflippen“ ohne die Angst zu sterben.
Jonathan Davis heiratete 1998 seine Highschool-Freundin, aus deren Ehe ein Kind hervorging. Diese Ehe wurde im Jahr 2001 wieder geschieden. Im Jahr 2004 heiratete Davis eine unter ihrem Pseudonym Deven Davis bekannt gewordene ehemalige Pornodarstellerin. Diese brachte 2005 und 2007 zwei gemeinsame Kinder zur Welt. 
Im August 2018 verstarb Deven Davis im Alter von 39 Jahren.

### Krankheit

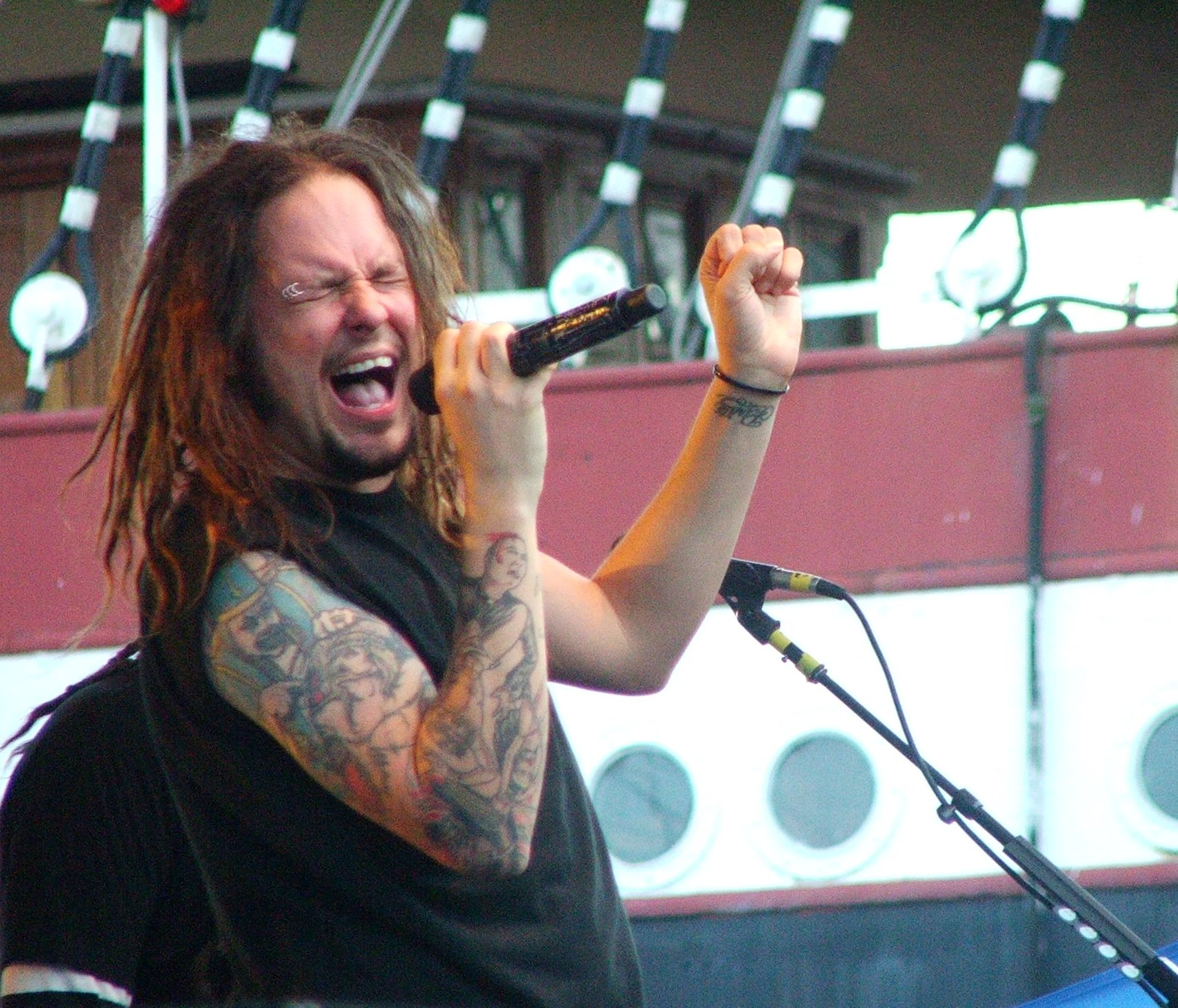
Jonathan Davis (2007)

Im Jahre 2006 wurde Davis kurz vor dem Auftritt beim Download-Festival ins Krankenhaus gebracht und die Ärzte ordneten an, dass er für einige Wochen pausieren musste. Später wurde bekanntgegeben, dass es sich bei der Krankheit um Idiopathische thrombozytopenische Purpura handelte und er somit in akuter Lebensgefahr schwebte. 
Die restlichen Korn-Mitglieder verkürzten daraufhin ihren Auftritt und ersetzten Davis durch Sänger anderer Bands, die auf dem Festival spielen sollten, unter anderem Corey Taylor von Slipknot, M. Shadows von Avenged Sevenfold und Matthew Heafy von Trivium.

## Musik
Davis komponierte mit Richard Gibbs die komplette Filmmusik zu Queen of the Damned. Bei dem Projekt waren unter anderem Musiker aus Bands wie Disturbed, Static-X, Orgy und Linkin Park beteiligt. Davis hat des Weiteren selbst eine kleine Rolle im Film; er versucht dem Filmcharakter Jesse auf dem Weg zum Konzert im Death Valley Karten zu verkaufen.
Am 25. Mai 2018 veröffentlichte Davis mit Black Labyrinth sein erstes Soloalbum über Sumerian Records.
Er steuerte zudem den Titelsong zum Computerspiel ELEX II bei.

## Sonstiges
- Davis’ Mikrofonständer wurde von Alien-Designer HR Giger entworfen.
- Nach jahrelangem Alkohol- und Drogenmissbrauch beendete er beides 1999 mit einem Totalentzug.
- Davis sammelte über Jahre hinweg Gegenstände, die sich einmal im Besitz von Serienmördern befunden hatten. Nach der Geburt seines ersten Kindes trennte er sich davon, um „den schlechten Einfluss“ von seinen Kindern fernzuhalten.
- Davis hält sich viele exotische Tiere, darunter Spinnen und Reptilien.
- Oft atmet er vor und während Konzerten Sauerstoff aus entsprechenden Gasflaschen.
- In einem Interview mit AOL Music erzählte Davis über seine Pläne, ein Buch zu schreiben, welches seine 12 Lieblings-Horrorgeschichten und entsprechende Illustrationen von diversen Künstlern, sowie Kommentare von Davis selbst zu den Geschichten, enthält. Davis sagte dazu: „it will be a cool coffee table book“.
- Im gleichen Interview erwähnte Davis, dass er eine Oper zusammen mit dem Horrorbuchautor Clive Barker und dem Filmmusikkomponisten Richard Gibbs plane. Der Titel der Oper sei „Oblivion“ und handle vom Ende der Welt; die Oper soll aber weder besonders düster noch die Musik Korns, gespielt auf einer Opernbühne, sein.
- Er sang den Titelsong des Survival-Horror-Videospiel Silent Hill: Downpour.
- Ebenso kreierte er den Titelsong zur 2002-Neuauflage von Twilight Zone, der allerdings nur in der Originalfassung verwendet wurde
- Im Jahr 2014 veröffentlichte Emigrate den Song Silent So Long aus dem gleichnamigen Album, in dem Davis mitsingt.
- Davis’ 2007 geborenes jüngstes Kind, der Sohn Zeppelin Howsmon, leidet an einem Primär insulinabhängigen Diabetes mellitus (Typ 1). Er setzt sich daher für die Organisation Juvenile Diabetes Research Foundation ein, indem er zu Spenden aufruft. Der Korn-Song So Unfair ist von Zeppelin Howsmons Erkrankung inspiriert.